# Demelodos
Demelodos is een monotypisch geslacht van spinnen uit de  familie van de Trechaleidae.

## Soort
- Demelodos iheringi Mello-Leitão, 1943